# Fosfomolibdato d'ammonio
Il fosfomolibdato d'ammonio, o dodecamolibdofosfato d'ammonio, è il sale dell'ammoniaca e dell'acido fosfomolibdico di formula (NH4)3PO4·12MoO3, oppure (NH4)3PMo12O40. In condizioni standard appare come un solido di colore giallo, inodore ed insolubile in acqua. Viene in genere commercializzato sotto forma di triidrato di formula (NH4)3PO4·12MoO3·3H2O e numero CAS 54723-94-3, solido cristallino dalle proprietà organolettiche affini alla sostanza anidra. Il composto è noto soprattutto nell'ambito della chimica analitica qualitativa, in quanto ricopre il ruolo di indicatore cromatico in uno dei possibili metodi per la ricerca ad umido dello ione fosfato. Il sale si decompone se riscaldato e risulta instabile sia a contatto con sostanze fortemente ossidanti che sostanze fortemente riducenti, è pertanto buona norma conservare il composto sotto vuoto in un luogo fresco.

## Sintesi
Il fosfomolibdato d'ammonio può essere ottenuto facendo reagire acido fosforico ed ortomolibdato d'ammonio in ambiente acquoso, riscaldato ed in presenza di un eccesso di acido nitrico:
{\displaystyle {\ce {12(NH4)2MoO4 + H3PO4 + 21HNO3 -> (NH4)3PO4*12MoO3v + 21NH4NO3 + 12H2O}}}
Il fosfomolibdato d'ammonio così formatosi precipita in soluzione sotto forma di solido giallo. Tale reazione viene comunemente utilizzata in laboratorio per la determinazione della presenza dello ione PO−4 in ambiente acquoso. La comparsa del precipitato indica infatti la positività al saggio.

## Utilizzo
Il fosfomolibdato d'ammonio, oltre che ad essere impiegato in chimica analitica, viene anche utilizzato come scambiatore ionico inorganico per l'eliminazione di residui di cesio dai rifiuti liquidi. Trova anche impiego nella catalisi chimico-fisica della deidratazione del glicerolo ad acroleina